# Kim Cobb
Kim Cobb   (Madison, 1974) és una científica climàtica nord-americana. És professora de Medi Ambient i Societat, i també de Ciències de la Terra, Ambientals i Planetàries a la Brown University, on dirigeix l'⁣Institut de Brown pel Medi Ambient i la Societat. Abans havia estat professora a l'Escola de Ciències de la Terra i l'Atmosfèrica de l'⁣Institut Tecnològic de Geòrgia. Està especialment interessada en l'oceanografia, la geoquímica i la modelització del paleoclima.

## Joventut i educació
Kim Cobb va néixer l'any 1974 a Madison, Virgínia, Estats Units. Va créixer a Pittsfield, Massachusetts. Es va interessar per l' oceanografia després d'assistir a una escola d'estiu a la Woods Hole Oceanographic Institution, Massachusetts. Va estudiar biologia i geologia a la Universitat Yale, on va ser cada cop més conscient de les causes antropogèniques del canvi climàtic. Va abandonar la seva carrera de medicina que volia cursar originalment per fer un programa d'estiu a la Scripps Institution of Oceanography, graduant-se el 1996. Cobb va completar el seu doctorat en oceanografia a Scripps el 2002, investigant El Niño en un nucli de sediments de Santa Bàrbara. Va passar dos anys com a postdoctora a Caltech abans d'unir-se a Georgia Tech com a professora ajudant el 2004. Té més de 100 publicacions en revistes importants. Va esdevenir professora titular l'any 2015 i supervisa diversos estudiants de doctorat i màster.

## Recerca
El grup de Cobb busca entendre el canvi climàtic global i identificar les causes naturals i antropogèniques. La investigació de Cobb l'ha portat a fer diversos viatges oceanogràfics pel Pacífic tropical i expedicions d'espeleologia a les selves tropicals de Borneo. El grup d'investigació de Cobb utilitza coralls i estalagmites de les coves com a arxius del canvi climàtic passat i investiga la variabilitat climàtica del passat tant durant els darrers segles com durant els darrers centenars de milers d'anys. A més de generar registres paleoclimàtics d'alta resolució, el grup de recerca de Cobb també supervisa la variabilitat climàtica moderna, fa anàlisis de models i caracteritza la variabilitat climàtica del Pacífic tropical. Ella i el seu equip van recollir fragments de corall antics de les illes de Kiribati i Palmyra, els van envellir amb datacions d'urani-tori i després van utilitzar el cicle de la proporció d'isòtops d'oxigen per mesurar la intensitat dels esdeveniments d'El Niño durant els darrers 7.000 anys. Cobb forma part del consell editorial de Geophysical Review Letters i va actuar com a autora principal del Sisè Informe d'Avaluació del Grup Intergovernamental sobre el Canvi Climàtic. El maig de 2022, la Universitat de Brown va anunciar el nomenament de Cobb com a directora de l'Institut de Brown per al Medi Ambient i la Societat.

## Premis i reconeixements
- El 2007, va guanyar el premi a la carrera NSF i el Georgia Tech Education Partnership Award.[9]
- El 2008, va ser reconeguda com un dels científics joves més importants del país, guanyant el Premi Presidential a la Carrera Inicial per a Científics i Enginyers (PECASE).[10]
- El 2019, va rebre la medalla Hans Oeschger 2020 de la Unió Europea de Geociències[11]
- El 2023, va ser escollida membre de la Unió Geofísica Americana[12]

## Política i participació pública

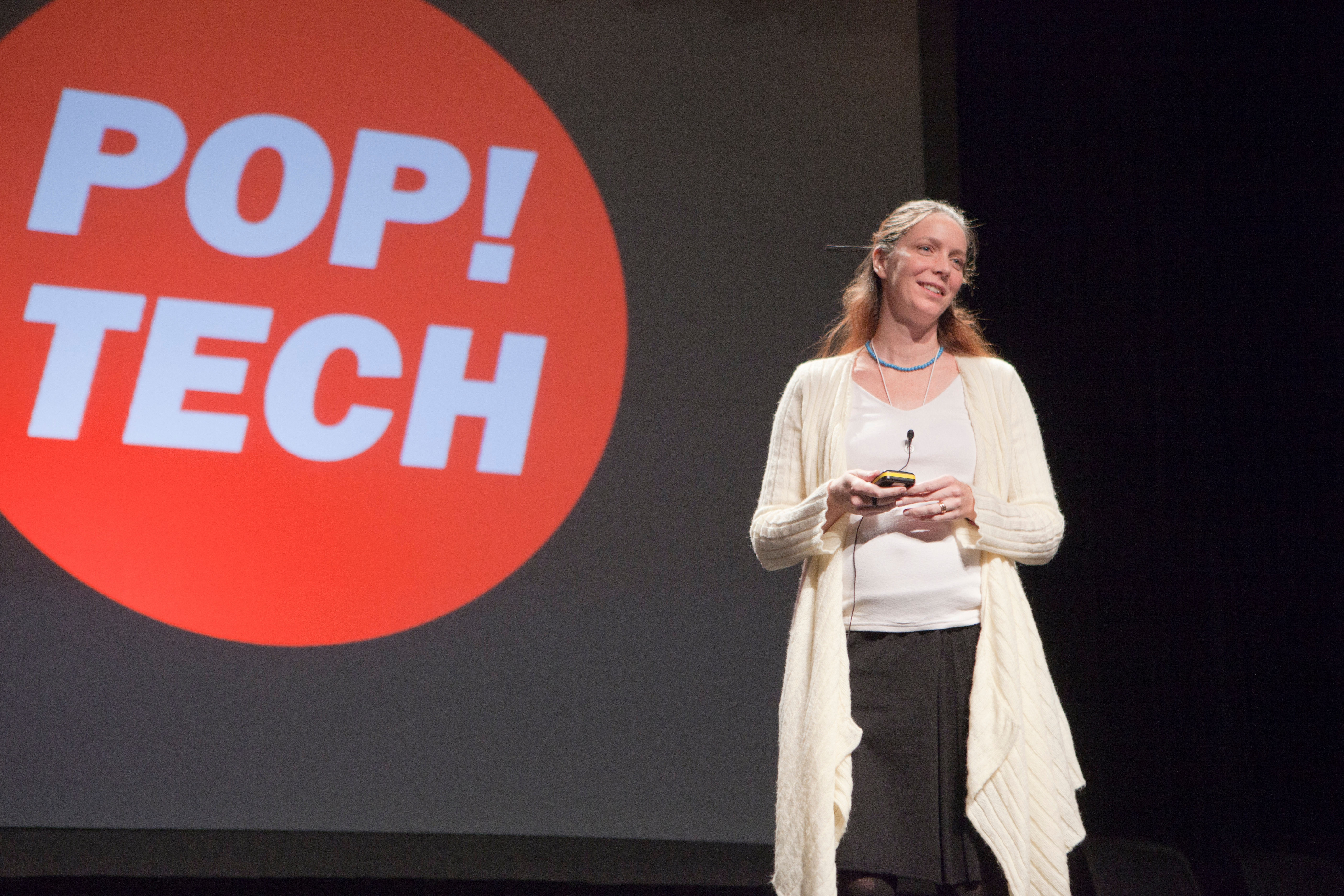
Cobb el 2010 parlant a PopTech

Cobb forma part del Panell de Ciència Climàtica de l'Associació Americana per a l'Avanç de la Ciència, el Panell Internacional del Pacífic CLIVAR i el panell d'intersecció internacional PAGES-CLIVAR. Forma part del consell assessor de l'Institut AAAS Leshner per a la participació pública.
Cobb defensa de la divulgació amb les comunitats i dona regularment conferències a escoles, universitats i altres grups sobre ciències del clima. Ha estat implicada en diverses polítiques i és l'escriptora d'articles d'interès públic sobre l'escalfament global, que intenten inspirar altres científics del clima a parlar en el debat internacional. Cobb va fer una presentació a la March for Science a Atlanta, Geòrgia, l'abril de 2017.
El febrer de 2019, Cobb va declarar davant el Comitè de Recursos Naturals de la Cambra per a l'audiència, "Canvi climàtic: impactes i necessitat d'actuar". En aquest testimoni, va descriure com El Niño de l'Oceà Pacífic de 2016 va eliminar el 90 % dels corals del seu lloc d'estudi. "Vaig tenir un seient de primera fila a la carnisseria". Va subratllar la gravetat i els augments clars dels efectes del canvi climàtic, i va assenyalar que molts científics amb qui va parlar han estat disposats a col·laborar amb els legisladors sobre el canvi climàtic.

## Diversitat
A Georgia Tech, és professora ADVANCE de "diversitat institucional", part dels esforços de la National Science Foundation per augmentar la representació i el progrés de les dones en la ciència i l'enginyeria.